# Arba Kokalari
Arba Kokalari (ur. 27 listopada 1986 w Tiranie) – szwedzka polityk albańskiego pochodzenia, specjalistka w zakresie PR i działaczka młodzieżowa, posłanka do Parlamentu Europejskiego IX i X kadencji.

## Życiorys
Kształciła się na Uniwersytecie w Sztokholmie, studiując głównie nauki polityczne. Pracowała w różnych przedsiębiorstwach z zakresu komunikacji i PR w Sztokholmie. Zaangażowała się w działalność MUF, młodzieżówki Umiarkowanej Partii Koalicyjnej. Była sekretarzem tej organizacji do spraw międzynarodowych. Pełniła też funkcję wiceprzewodniczącej YEPP, organizacji młodzieżowej Europejskiej Partii Ludowej. W latach 2008–2012 była zatrudniona w gabinecie politycznym ministra spraw zagranicznych Carla Bildta. Później pracowała w Jarl Hjalmarsonstiftelsen (fundacji związanej ze swoim ugrupowaniem) i w dziale PR szwedzkiego oddziału operatora telefonii komórkowej 3. W 2017 podjęła pracę jako menedżer do spraw PR i media relations w grupie Electrolux.
W latach 2010–2014 z ramienia Umiarkowanej Partii Koalicyjnej zasiadała w radzie miejskiej w Sztokholmie. Kandydowała też z jej listy w różnych wyborach. W wyborach europejskich w 2019 uzyskała mandat europosłanki IX kadencji. Z powodzeniem ubiegała się o poselską reelekcję w 2024.